# Зенин, Аркадий Александрович
Аркадий Александрович Зенин (род. 15 мая 1979, Ломоносовский район, Ленинградская область) — российский футболист, нападающий.

## Биография
В молодые годы подавал большие надежды и считался едва ли не самым перспективным юным футболистом страны. Ездил на стажировки в различные зарубежные клубы. В 17 лет подписал контракт со шведским клубом «Форша», однако скоро вернулся в Россию. На протяжении нескольких лет выступал за ряд коллективов Второго дивизиона и КФК. В 2000 году переехал в Беларусь, где с перерывами играл за команды Высшей лиги «Торпедо-МАЗ», «Локомотив» Минск, «Нафтан-Девон».
На некоторое время переходил играть в российские клубы. Закончил карьеру в командах КФК.
После завершения выступлений в большом в футболе перешёл в мини-футбол. В составе костромской «Ультры» участвовал в Кубке мира по микрофутзалу. В 2012 году был вызван в сборную России по микрофутзалу.

## Достижения
- Финалист Кубка Беларуси: 1999/2000.